# Iekaterina Ankinóvitx
Iekaterina Aleksàndrovna Ankinóvitx (en rus i txuvaix Екатерина Александровна Анкинович) (Yelçĕk/Iàltxki, Txuvàixia, Unió Soviètica, 24 de novembre de 1911 - Almati, Kazakhstan, 10 de juliol de 1991) va ser una geòloga i mineralogista soviètica, doctora en ciències i professora. Va descobrir 12 espècies de minerals i, entre altres guardons, va guanyar el premi Lenin i el premi Stalin.
Es va graduar el 1937 a l'Institut Miner de Leningrad, més tard conegut com Universitat Minera de Sant Petersburg, i el 1964 es va doctorar en Ciències en l'especialitat de Geologia i Mineralogia. Va treballar al Servei Geològic del Kazakhstan, i es va convertir en professora el 1967, arribant a ser la cap del departament de "Cristal·lografia, mineralogia i petrografia".
L'any 2002 una nova espècie mineral, l'ankinovitxita, va ser anomenada en honor seu i del seu marit, el professor Stepan Guerassimóvitx Ankinóvitx, per la seva tasca en dipòsits de vanadi asiàtics.

## Premis
- Premi Stalin, tercer grau (Premi Estatal de l'URSS) l'any 1948 per "Recerca geològica i desenvolupament del jaciment de polimetalls de Nikolàievsk".[2]
- Medalla per la Tasca Meritòria durant la Gran Guerra Patriòtica de 1941-1945.
- Científic honorífic de l'RSS del Kazakhstan (1974).[1]
- Medalla descobridora de dipòsits de l'URSS.
- Premi Lenin.[5]